# لاري فلاورز
لاري فلاورز (بالإنجليزية: Larry Flowers)‏ هو لاعب كرة قدم أمريكية أمريكي، ولد في 19 أبريل 1958 في تمبل في الولايات المتحدة.

## وصلات خارجية
- لاري فلاورز على موقع مرجع كرة القدم المحترفة.كوم (الإنجليزية)